# Карплюк Стах Лук'янович
Карплюк Стах Лук'янович («Корній»; 1919, с. Новий Витків Радехівського району Львівської області — 17 квітня 1950, біля с. Новий Витків Радехівського р-ну Львівської обл.) — лицар Бронзового хреста бойової заслуги УПА.

## Життєпис
Освіта — 4 класи народної школи. Одружений. Член ОУН із 1938 р. — зв'язковий станичної сітки ОУН. У 1939 р., остерігаючись арешту органами НКВС нелегально перейшов на територію Польщі окуповану німцями. Вояк ДУН (весна-осінь 1941),), а відтак 201-го батальйону охоронної поліції «Шуцманшафт» (10.1941-12.1942). У 1943 р. повернувся додому та включився в організаційну роботу. В УПА з весни 1944 р.: Ройовий (весна 1944—1945), а відтак чотовий (1945 — весна 1947) сотні УПА «Кочовики». Навесні 1947 р. після розформування відділу УПА перейшов у лави збройного підпілля ОУН. Кущовий провідник ОУН (весна 1948 — 17.04.1950). За час перебування в УПА та підпіллі ОУН був 6 разів поранений. Загинув наскочивши на засідку внутрішніх військ МДБ. Вістун (?), булавний (27.04.1946), старший булавний УПА (?).

## Нагороди
- Згідно з Наказом військового штабу воєнної округи 2 «Буг» ч. 2/49 від 30.11.1949 р. старший булавний УПА, кущовий провідник ОУН Стах Карплюк — «Корній» нагороджений Бронзовим хрестом бойової заслуги УПА.

## Вшанування пам'яті
- 27.02.2018 р. від імені Координаційної ради з вшанування пам'яті нагороджених Лицарів ОУН і УПА у м. Радехів Львівської обл. Бронзовий хрест бойової заслуги УПА (№ 057) переданий Любові Вишинській, дочці Стаха Карплюка — «Корнія».